# Championnats panaméricains de cyclo-cross 2016
Navigation
Édition précédente Édition suivante
Les Championnats panaméricains de cyclo-cross 2016 se déroulent le 29 octobre 2016, à Cincinnati aux États-Unis dans l'Ohio.

## Résultats

### Hommes
| Épreuves        | Or                | Argent          | Bronze            |
| --------------- | ----------------- | --------------- | ----------------- |
| Élites          | Stephen Hyde      | Jeremy Powers   | Daniel Summerhill |
| Moins de 23 ans | Curtis White      | Gage Hecht      | Spencer Petrov    |
| Juniors         | Denzel Stephenson | Gunnar Holmgren | Lane Maher        |

### Femmes
| Épreuves        | Or                | Argent          | Bronze            |
| --------------- | ----------------- | --------------- | ----------------- |
| Élites          | Katherine Compton | Crystal Anthony | Maghalie Rochette |
| Moins de 23 ans | Ellen Noble       | Emma White      | Hannah Finchamp   |

## Tableau des médailles
| Rang  | Nation     | Or | Argent | Bronze | Total |
| ----- | ---------- | -- | ------ | ------ | ----- |
| 1     | États-Unis | 5  | 4      | 4      | 13    |
| 2     | Canada     | 0  | 1      | 1      | 2     |
| Total | Total      | 5  | 5      | 5      | 15    |